# Alla mia età (singolo Tiziano Ferro)
Alla mia età è un singolo del cantautore italiano Tiziano Ferro, pubblicato il 3 ottobre 2008 come primo estratto dall'omonimo album.

## Descrizione
Ferro ha confessato nella sua opera autobiografica Trent'anni e una chiacchierata con papà di aver composto il brano nel 2007, quando era tornato in Messico per la promozione del suo terzo album Nessuno è solo la prima volta dopo che per una battuta sui "baffi" delle donne messicane era stato aspramente criticato. Il testo del brano parla di chi si sente attaccato e criticato per aver commesso un errore, ma alla fine trova nel dolore e nella solitudine la forza per uscirne, grazie al perdono.
La canzone viene tradotta in lingua spagnola con il titolo A mi edad.
Alla mia età esce in radio il 3 ottobre 2008, mentre nei negozi il 7 novembre. Nella classifica dei singoli più venduti del 2008 Alla mia età si classifica alla nona posizione con sole 12 settimane di permanenza. È stato frequentemente trasmesso in radio, raggiungendo la posizione numero 1 dell'airplay.

## Video musicale
Il videoclip, diretto da Gaetano Morbioli, vede Tiziano Ferro nelle vesti di un calciatore. Alcune riprese del videoclip sono state tra l'altro effettuate allo Stadio Luigi Ferraris di Genova. Il video contiene palesi riferimenti all'errore dal dischetto di John Terry, coetaneo di Tiziano Ferro, nella finale di Champions League del 2008:
- quando Tiziano si accinge a tirare il rigore, piove a catinelle come la notte del 21 maggio 2008 allo stadio Lužniki;
- Tiziano indossa la fascia da capitano;
- il tiro si stampa sul palo esterno alla sinistra del portiere, proprio come quello di Terry;
- il replay televisivo è scandito dal passaggio di una stella con modalità identiche alla videografica in uso durante le trasmissioni della massima competizione continentale di calcio;
- i tifosi alla visione indossano una maglietta di una squadra il cui logo circolare dissimula quello del Chelsea;
- dopo la finale, Tiziano viaggia in macchina sullo sfondo di Londra;
- mentre poi attraversa la città a piedi, su un maxischermo alle sue spalle passa una scritta che chiarisce che il rigore sbagliato è quello finale, proprio come Terry che era il quinto rigorista;
- mentre si trova in casa e piange, Tiziano viene consolato da quella che è probabilmente sua moglie, chiara allusione a Toni Poole, moglie di Terry;
- dopo il decisivo errore, il calciatore inglese si scioglie in un pianto a dirotto sulle spalle del suo allenatore, Avraham Grant.

Quando si prepara a tirare il calcio di rigore, il numero sulla maglia di Tiziano Ferro è 111 ed è un riferimento all'omonimo album del cantautore, il cui titolo indica il peso di Ferro prima di diventare famoso.

## Tracce
1. Alla mia età
2. A mi edad
3. À mon âge

## Classifiche
In Svizzera il singolo raggiunge la posizione numero 33, mentre in Italia la prima.

### Classifiche di fine anno
| Classifica (2008) | Posizione |
| ----------------- | --------- |
| Italia            | 9         |